# Oleksandr Kazik
Oleksandr Kazik, né le 22 octobre 1996, est un fondeur et biathlète handisport ukrainien.

## Palmarès

### Jeux paralympiques d'hiver

#### Ski de fond
| Épreuve / Édition   | relais | sprint | 10 km | 20 km |
| ------------------- | ------ | ------ | ----- | ----- |
| JP 2018 Pyeongchang | -      | DNS    | -     | 6e    |

#### Biathlon
| Épreuve / Édition   | 7,5 km Malvoyants | 12,5 km Malvoyants | 15 km Malvoyants |
| ------------------- | ----------------- | ------------------ | ---------------- |
| JP 2018 Pyeongchang | 8e                | Argent             | Argent           |